# 崔綬
崔時佩（?—?），浙江海鹽人。明代戲曲作家。
崔時佩生平不詳，根據高儒《百川書志》卷六著录《南西厢记》云：“海鹽崔時佩編集。吳門李日華新增，凡三十八折。”目前僅知崔時佩曾以海鹽腔將《北西廂》改編為《南西廂》。《南曲九宫正始》说崔时佩与李日华是朋友。李日華在崔時佩改寫《北西廂》的基礎上增飾，有《游殿》、《佳期》、《跳牆》、《拷紅》等摺子。
一說“崔绶”即崔时佩。天启四年《海盐县图经》卷十三《人物篇》第六之四记载：“崔绶，字廷佩，指挥端弟，读书能诗及小令，尝改北曲为南曲甚工，白发红颜，衣冠整然，见者起敬。”，可知崔绶與崔端皆出身軍人世家，在抗倭战争中立有战功。